# Stusy
Stus (1126 m) – szczyt w Gorcach.
Stusy znajdują się w południowym grzbiecie szczytu Trzy Kopce opadającym do Knurowskiej Przełęczy. Grzbiet ten oddziela dolinę Chłapkowego Potoku (po zachodniej stronie) od doliny Furcówki (po wschodniej stronie). Od góry w dół kolejno znajdują się w nim szczyty: Trzy Kopce, Kiczora, Stus i Czerteż.
Stusy są w większości porośnięte lasem. Na łagodniejszych, wschodnich, opadających do Furcówki stokach jest kilka polan: Fiedorówka i Solnisko, całkowicie już zarośnięta polana Stus i silnie zarastająca polana Za Bartoszówką. Po północnej stronie Stusów jest zarastająca polana Rąbaniska, a na zachodnich, opadających do Chłapkowego Potoku stoku polana Podwyszowiańska. Przez szczyt Stusów prowadzi czerwony Główny Szlak Beskidzki.
Przez szczyt i grzbietem Stusów biegnie granica między wsiami Łopuszna i Ochotnica Górna w powiecie nowotarskim w województwie małopolskim.

## Szlak turystyczny
Główny Szlak Beskidzki, odcinek: Knurowska Przełęcz – Karolowe – Czerteż – Stusy – Zielenica – Cioski Łopuszańskie – Hala Młyńska – Kiczora – Trzy Kopce – Polana Gabrowska – Hala Długa – Turbacz. Odległość 8,5 km, suma podejść 610 m, suma zejść 140 m, czas przejścia 3 godz., z powrotem 2 godz. 5 min.